# 대한항공 801편 추락 사고
대한항공 801편 추락 사고(영어: Korean Air Lines Flight 801)는 1997년 8월 6일 대한민국 김포국제공항에서 출발한 801편이 미국령 괌의 앤토니오 B. 원 팻 국제공항에서 착륙 도중 추락하여 승객 237명과, 승무원 17명을 합쳐 총 254명 중 229명이 사망한 사고이다.

## 사고 내용

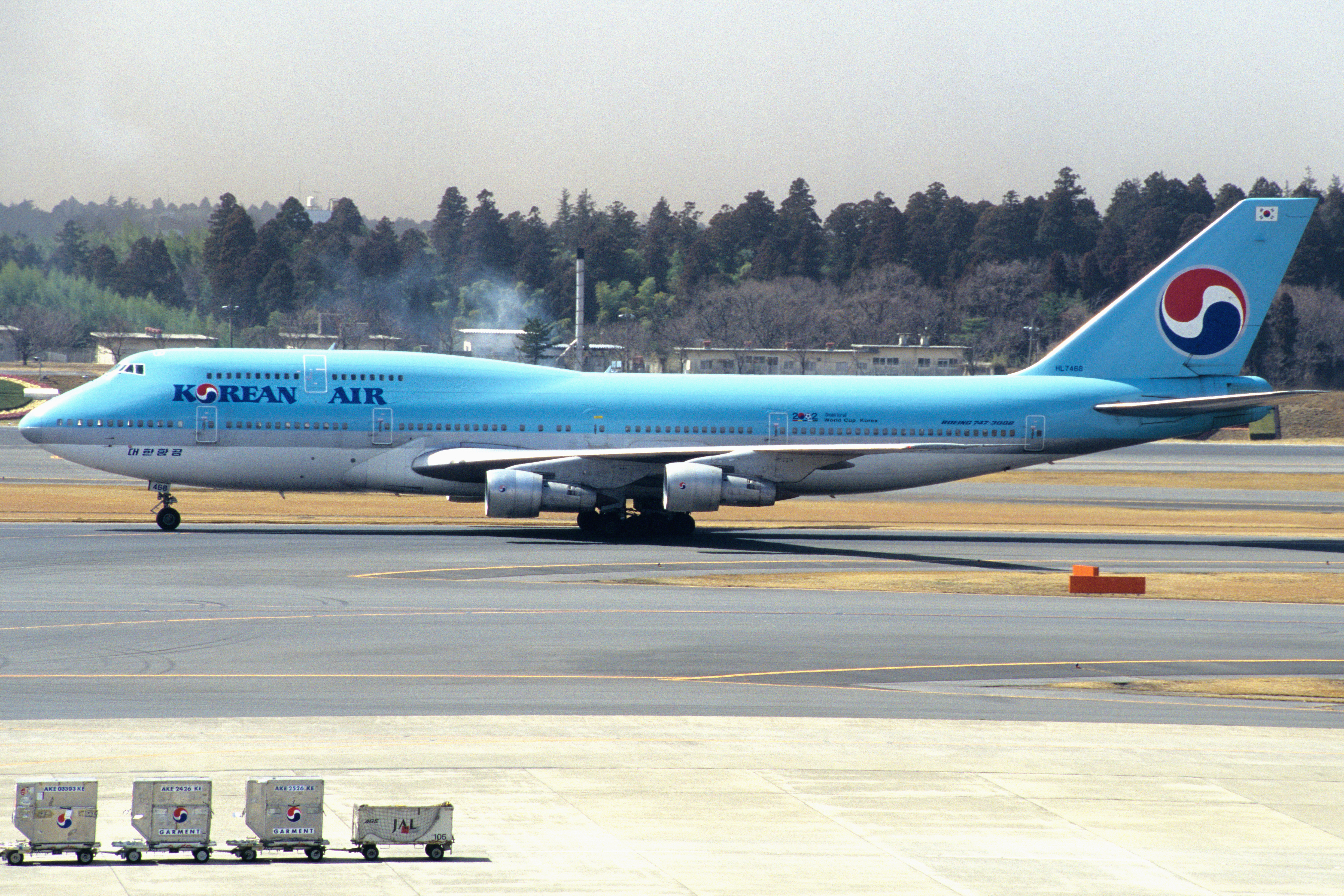
나리타 국제공항에서 촬영한 HL7468 항공기.

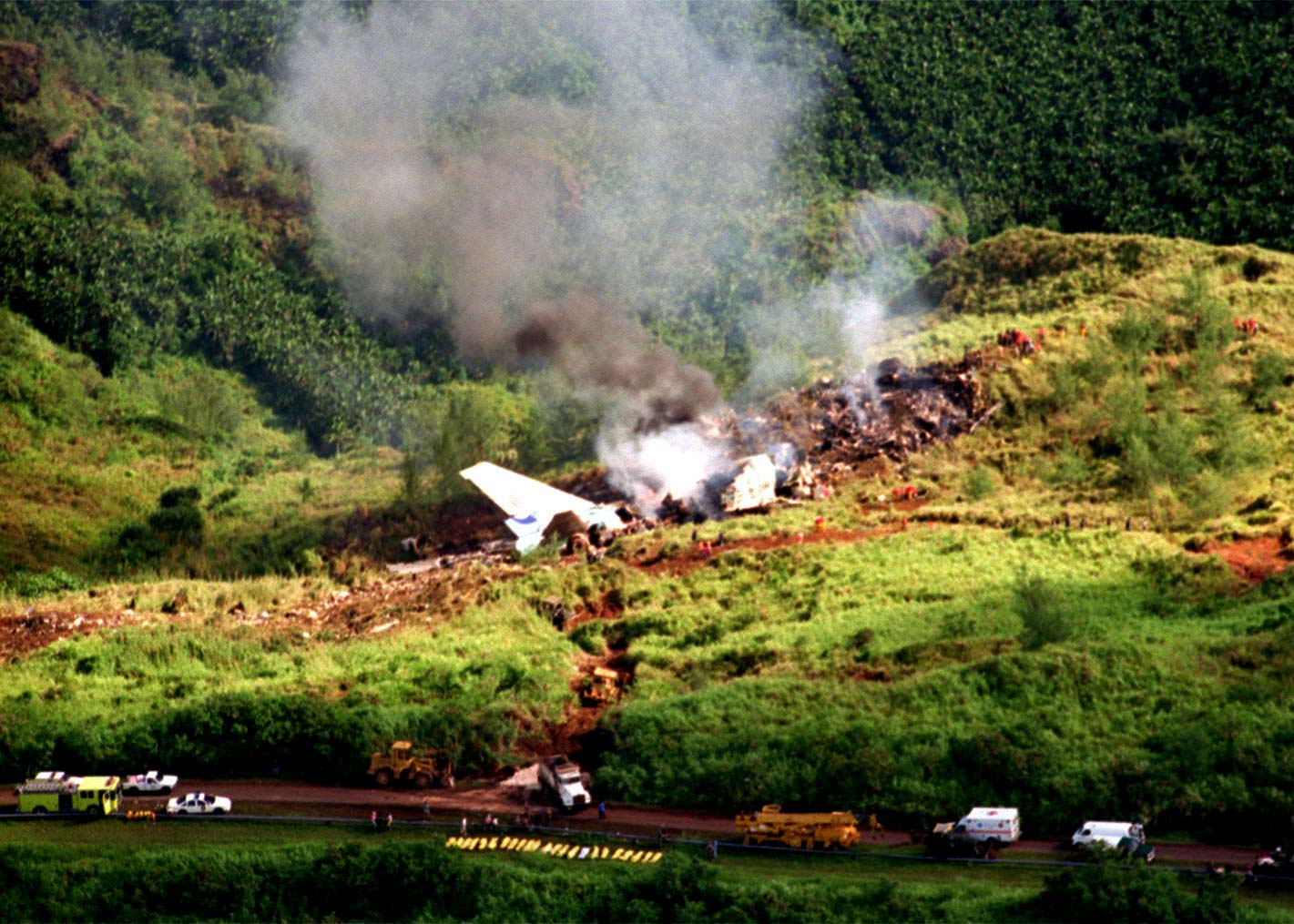
추락 후 기체의 일부분

해당 기종은 1984년 12월 3일 제작되어 1984년 12월 12일에 최초로 인도받은 보잉 747-3B5기로 대한항공소속 뿐 아니라 대한민국 국적기로서 첫 SUD 기종이라는 타이틀을 거머쥔 기종이기도 하다. 당시 원래 김포-괌 노선에 대한항공은 에어버스 A300-600R (현재는 에어버스 A330-300)을 투입했으나, 성수기로 인한 김포-괌 노선의 수요 증가를 충당하기 위해 일시적으로 보잉 747-3B5기로 기종을 변경 투입하였다. 이에 대해서는, 당시 괌 공항의 김포행 항공 여객 수요가 증가하여 보잉 747기로 변경되었다는 의견도 있다. B747-3B5 기종의 KE 801편은 김포국제공항에서 8시 22분(괌 시각으로 9시 22분)에 목적지를 향해 출발했다. 착륙 30여 분전 801편은 괌에 접어들었는데, 괌 앤토니오 B. 원 팻 국제공항에는 심한 폭우가 내리고 있었으며, 이와 동시에 관제소로부터 활공각 지시기(글라이드 슬롭)는 고장으로 인해 수리중이라 사용이 불가능하다는 통보를 받게 된다.
801편은 악천후 속에서 착륙 준비 절차가 순조롭게 진행되는 듯했으나, 충돌 6분 57초 전, 갑자기 비행기에 활공각 지시기의 신호가 잡혀 박용철 기장과 송경호 부기장은 혼란에 빠진다. 그 때문인지 고도 확인 절차를 생략함과 동시에 규정 고도를 무시하였다. 사고 이후, 그 신호는 지상의 다른 장비에서 송출된 것으로 밝혀졌다.
801편은 계속 내려가면 활주로가 보일 것이라 판단,
순식간에 하강했고, 날씨가 좋지 않아 고도를 내려도 활주로가 보이지 않는 것이라고 생각했다. 801편은 1,440ft에서 하강 이후부터는 계단 모양이 나타나지 않고, 일직선으로 하강하였다.
충돌하기 12초 전에 대지접근 경보장치(GPWS)에서는 경보가 여러 번 울렸고 부기장도 "접근 실패(missed approach)"를 외쳤지만, 기장은 이를 무시했다. 충돌 2.3초 전에 가서야 기장은 "고 어라운드(복행)"이라고 말하며 복행 선언을 한다. 하지만, 관성의 법칙 상 몇 백 톤의 보잉747기가 한 번에 급상승할 수는 없기에 801편은 기수가 8도 정도 들린 채 메인 랜딩기어가 송유관을 친 뒤 뒷바퀴부터 니미츠 힐로 추락하게 되었고 주 날개의 연료 탱크와 462L의 면세주에 불이 붙어 8시간이나 타올랐고 추락 후 많은 승객들의 생명을 앗아갔다.

## 사고 해석

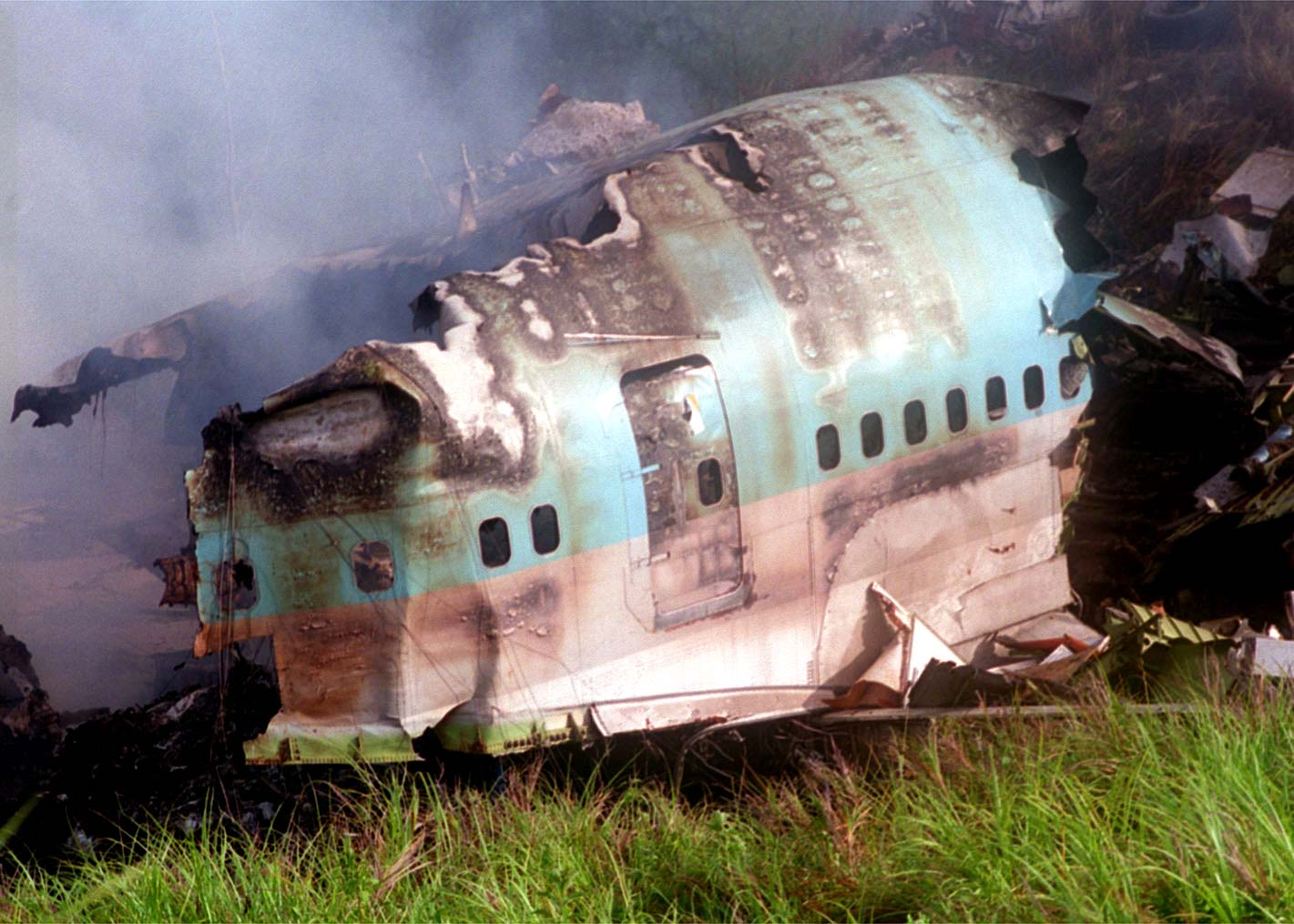
1997년 8월 6일 사사 밸리에서 탄 대한항공 801편의 잔해

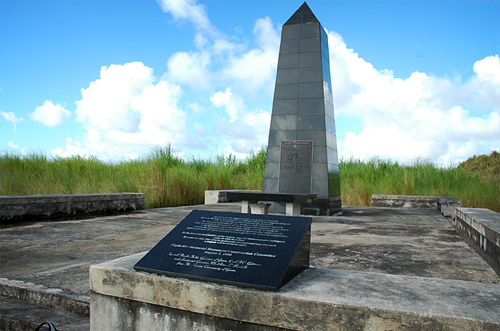
대한항공 801편 추락사고 추모비

종합적인 원인은 시차로 인한 기장의 피로, 활공각 지시기의 고장과 잘못된 신호로 인한 조종사들의 혼란이 복합적으로 작용했다고 볼 수 있다.
활공각 지시기는 비행기의 착륙을 유도하는 장치 중의 하나이다. 이 신호의 주파수를 받는 비행기는, 라디오나 전자제품에서 생기는 간섭에 활공각 지시기가 반응할 수 있다. 이 때문에 801편의 수신기에 허위 신호가 나타나 오작동했다는 것이 확실시되었다.
또한, 사고 조사 중 미들마커(활주로에서 일정거리에 설치된 전파 발신장치)가 작동되지 않음을 발견했다. 조종사들이 사이드스텝을 할 때 3개의 마커를 기준으로 하강하는데, 그 중간에 있는 미들마커가 작동하지 않았다. 이 때문에 801편이 계단식으로 하강하지 않고 계속적으로 하강한 것으로 볼 수도 있으나, 하강시점은 마커뿐만이 아니라 VOR/DME로 하강시점을 결정할 수 있으므로 사고의 원인에서는 빠져 있다.
항공기가 추락한 지점은 니미츠 VOR/DME가 위치한 지점으로, 항공기는 이 곳을 향해 하강했다고 볼 수 있다. 대부분의 공항에서 VOR/DME의 위치와 활주로 위치는 대체적으로 일치하지만 니미츠의 활주로는 니미츠 VOR/DME로부터 3항공마일(약 5.4km) 떨어져 있었다. 이러한 점에서 조종사들이 VOR/DME가 있는 위치에 활주로가 있을 것이라 생각하고 하강하다가 추락한 것이라는 견해가 있으나, 착륙 전 브리핑을 하는 시점에서 조종사들은 니미츠 VOR/DME가 활주로로부터 3항공마일 떨어져 있다는 사실을 알고 있었음을 입증하는 음성 녹음 기록이 있다.

## 사고 이후 변화
- 2000년 8월 26일, 대한항공은 비행기 편명을 KE801편에서 KE805편으로 바꾸었다. 2019년 현재 KE805편은 서울(인천) - 텐진 노선이 사용하고 있으며 괌 노선은 현재 KE111(저녁출발), KE113(오전출발)편으로 운항된다.
- 조사 보고서는 미국 연방 항공국(FAA)에게도 책임을 물었다. FAA규정에 의해 미국의 모든 공항은 여객기 최저고도 경보기(MSAW: Minimum Safe Altitude Warning)를 공항을 중심으로 발산하는 장치로 통일되어있으나, 괌은 공항중심이 아닌 공항 바깥부분 해상 약 80km 부분에서만 신호를 보내는 다른 방식이었다. 당시 임시투입된 기장이 괌의 방식에 적응하지 못한것도 사고의 원인으로 보고, KE801편 추락이후 괌 국제공항은 신호장치 규격을 미국의 다른곳처럼 FAA 규격과 부합하는 것으로 통일시켰다.

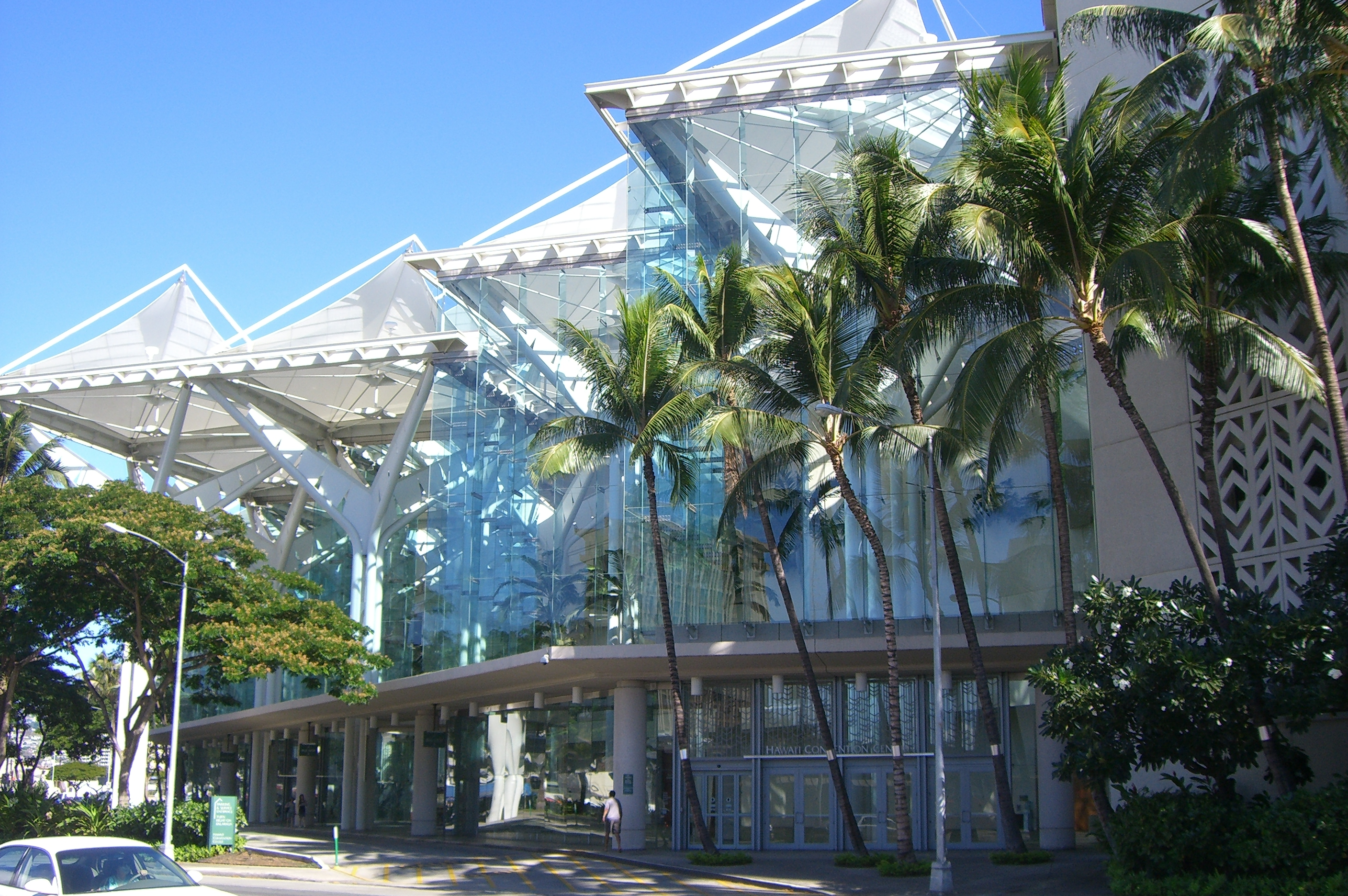
1998년 3월 24~26일에 걸쳐 사고 설명이 있었던 하와이 컨벤션 센터

## 영상화
- 미국의 내셔널 지오그래픽채널 다큐멘터리 항공사고수사대 s4에서 이 사고를 다루었다.

## 사망자 중 유명인
- 신기하 (13~15대 국회의원)
- 장세준
- 정경애
- 홍성현(KBS 보도본부장, 1946~1997)

## 관련 판례
본 사고에서 피상속인, 상속인 전원이 모두 사망함으로 인하여 피상속인의 사위의 대습상속권을 인정한 판례가 있다. 법원은 아버지와 딸이 동시에 사망한 경우만 사위가 상속을 하지 못하게 된다면 불공평하고 불합리한 결과에 이르게 되는 점을 고려해 '상속개시전'이라고 함은 '동시에 사망하는 것으로 추정되는 경우'도 포함하는 것이 합목적적이라고 해석했다.